# Obština Lukovit
Obština Lukovit (bulharsky Община Луковит) je bulharská jednotka územní samosprávy v Lovečské oblasti. Leží ve středním Bulharsku v Předbalkánu a zčásti v Dolnodunajské nížině. Správním střediskem je město Lukovit, kromě něj zahrnuje obština 11 vesnic. Žije zde zhruba 18 tisíc stálých obyvatel.

## Sídla
- Ăglen[p 1]
- Belenci[p 1]
- Bežanovo[p 1]
- Dăben
- Dermanci[p 1]
- Karlukovo[p 1]
- Lukovit[p 2] (sídlo správy)
- Pešterna
- Petrevene[p 1]
- Rumjancevo[p 1]
- Todoričene[p 1]
- Toros[p 1]

## Sousední obštiny
| Růžice kompasu | Červen Brjag | Dolni Dăbnik    | Pleven  | Růžice kompasu |
| Růžice kompasu | Roman        | Sever           | Ugărčin | Růžice kompasu |
| Růžice kompasu | Roman        | Obština Lukovit | Ugărčin | Růžice kompasu |
| Růžice kompasu | Roman        | Jih             | Ugărčin | Růžice kompasu |
| Růžice kompasu | Jablanica    | Teteven         |         | Růžice kompasu |

## Obyvatelstvo
V obštině žije 18 345 obyvatel a je zde trvale hlášeno 18 993 obyvatel. Podle sčítání 7. září 2021 bylo národnostní složení následující:
- Bulhaři: 12 049 (82.2 %)
- Romové: 2 415 (16.5 %)
- Turci: 155 (1.1 %)
- ostatní: 47 (0.3 %)

V období 2011 až 2021 v obštině ubylo 1 886 obyvatel.